# Erasmus D. Keyes
Pour les articles homonymes, voir Keyes.
Erasmus Darwin Keyes (29 mai 1810 - 14 octobre 1895) est un homme d'affaires, banquier et général, remarqué lors de son commandement du IVe corps de l'armée du Potomac pendant la première partie de la guerre de Sécession.